# فرنسيسكو فيريرا (لاعب كرة قدم)
فرنسيسكو فيريرا (بالبرتغالية: Francisco Ferreira‏) (23 أغسطس 1919 بغيمارايش في البرتغال - 14 فبراير 1986 بلشبونة في البرتغال) هو لاعب كرة قدم برتغالي في مركز الوسط. شارك مع منتخب البرتغال لكرة القدم. أما مع النوادي، فقد لعب مع نادي بنفيكا ونادي بورتو.

## وصلات خارجية
- فرنسيسكو فيريرا على موقع الاتحاد الدولي (مؤرشف)  (الإنجليزية)
- فرنسيسكو فيريرا على موقع قاعدة بيانات كرة القدم.إي يو (الإنجليزية)